# Кольцевая автомобильная дорога (Ленинградская область)
Вторая кольцевая автодорога — планируемое второе транспортное кольцо в Санкт-Петербурге и Ленинградской области.

## Проект
Первоначально предполагалось, что радиус второй кольцевой автодороги будет на несколько десятков километров дальше от города, чем СПбКАД. Дорога пройдёт по территории Ленинградской области.
В апреле 2008 года было объявлено, что дорога протяжённостью 175 км пройдет в 25—30 км от города. Схема прокладки магистрали была разработана компанией «ПетербургДорсервис». Оценочная стоимость проекта — около 350 млрд рублей.
В марте 2010 года были озвучены планы по строительству дороги длиной 190 км, шириной земельного полотна 43 метра и 6 и 8 полосами. Предполагается соорудить 12 транспортных развязок, 32 путепровода и 800-метровый мост через Неву.
В марте 2011 года Минтранс и правительство Санкт-Петербурга договорились о выделении средств на строительство КАД-2, которая, по словам губернатора Санкт-Петербурга Валентины Матвиенко, будет готова к 2020 году.

## Планирование
В мае 2007 года губернатор Санкт-Петербурга Валентина Матвиенко сообщила, что стоит на повестке вопрос строительства второй кольцевой дороги.
Проект строительства второй КАД близ Санкт-Петербурга включен в план Федерального дорожного агентства на 2010—2015 гг. Изначально глава ФДА заявил, что автодорога, возможно, пройдёт на месте бывшей бетонной дороги, однако, впоследствии главный инженер Дирекции по строительству транспортного обхода Сергей Шпаков опроверг эту информацию. Первоначально предполагалось, что в рамках проекта будут отдельно определены два узла — Санкт-Петербургский и Московский.
10 ноября 2010 года глава комитета по дорожному хозяйству Ленобласти Константин Харакозов заявил на пресс-конференции, что «питерская кольцевая автодорога и трасса А-120 („бетонка“) обеспечивают весь пассажиропоток». Было озвучено мнение, что, в случае, если проект КАД-2 будет осуществляться, то эта трасса «перегрузит» территории области, на которых находятся садоводства. По словам Константина Харакозова, в общем и целом же проект не находит достаточной поддержки и сейчас находится на той же стадии, что и двумя годами ранее.
В конце ноября 2010 года главный инженер «ФГУ „Дирекция по строительству транспортного обхода“», занимающейся строительством петербургской КАД, Сергей Шпаков сообщил что ДСТО прорабатывает возможность строительства второй кольцевой автодороги вокруг Санкт-Петербурга. По его словам, ориентировочно вторая кольцевая должна будет пройти на расстоянии приблизительно 5 километров от существующей «бетонки», то есть ближе к городу, однако, точно определить трассу пока невозможно: её проект можно будет разрабатывать только после того, как Ленинградская область подготовит планы развития своих территорий и определит, какие именно населенные пункты могут попасть в зону строительства.
В июне 2011 года генеральный директор ФГУ «Дирекция по строительству транспортного обхода Петербурга» Вячеслав Петушенко сообщил, что в 2013 году начнётся проектирование КАД-2, в 2014 году — строительство, которое должно будет завершиться к 2020 году.
КАД-2 планируется построить, соединив Южное и Северное полукольца СПб. В 2017 году министр транспорта РФ Максим Соколов заявил, что строительство начнется после 2020 года. В 2018 году Ленинградская область передала в федеральную собственность трассу А-120.
По словам губернатора Ленинградской области Александра Дрозденко, построить КАД-2 планируется к 2035 году. К 2030 годам предлагается построить участки кольцевой "Дорога жизни"-автодорога "Завод им. Свердлова - Маслово" и от автодороги "Завод им. Свердлова - Маслово" до трассы М-10. К 2035 году добавятся участки КАД-2 от трассы М-10 до трассы А-180, от трассы А-181 до Дороги Жизни и большой участок вокруг Санкт-Петербурга от развязки с КАД до автомобильной дороги А-180. Фактически КАД-2 — это радиально-дуговая магистраль, кольцевой автодорогой ее называют скорее для удобства, т.к. переправа через Финский залив в проекте не предусмотрена и кольцо будет разорванным.